# Kinh Bình an
Kinh Bình an (giản thể: 平安经; phồn thể: 平安經; Hán-Việt: Bình an kinh; bính âm: Píng'ān Jīng) là tác phẩm của Hạ Điện (贺电), vốn là học giả và quan chức phụ trách an ninh trật tự tỉnh Cát Lâm, Trung Quốc. Dù nội dung được lặp đi lặp lại (trong sách chỉ toàn là những dòng chữ "...bình an" (。。。平安)), chính quyền địa phương đã háo hức quảng bá cuốn sách này, gây ra những cuộc tranh cãi và thảo luận trực tuyến về hành vi ca ngợi giới quan chức và lãnh đạo chính phủ Trung Quốc một cách không chân thành. Sau cùng tác giả bị sa thải do tranh cãi này.